# Вестфолл, Ричард
Ричард Вестфолл (англ. Richard S. (Samuel "Sam") Westfall; 22 апреля 1924, Форт-Коллинс, Колорадо — 21 августа 1996, Блумингтон, Индиана) — американский историк науки, видный ньютоновед своего поколения. Доктор философии (1955), заслуженный профессор Индианского университета в Блумингтоне (эмерит). Специалист по XVII веку и в особенности по И. Ньютону.
Магнум опус — Never at Rest: A Biography of Isaac Newton. Стал первым, дважды удостоенным Pfizer Award (1972, 1983). Член Американской академии искусств и наук (1982). Феллоу Королевского литературного общества (1982) — немногие историки удостаивались данной почести.
Также отмечен престижной George Sarton Medal (1981).

## Биография и творчество
Родился в семье преподавателя английского.
В 1942 году окончил школу и поступил в Йель, где занимался с перерывом на 1944-1946 годы — для службы в ВМС. В 1948 году получил степень бакалавра, в 1949 году — магистра, в 1955 году — доктора философии по истории. Его докторская диссертация будет опубликована издательством Йельского университета в 1958 году под названием «Наука и религия в Англии семнадцатого века», переиздана в 1970 и 1972 годах.
В 1952-1953 годах инструктор по истории в Калифорнийском технологическом институте, в 1953-1957 годах инструктор и ассистент-профессор истории в Университете Айовы, в 1957-1963 годах ассистент- и ассоциированный профессор истории в Гриннелл-колледже. С 1963 года профессор истории и философии науки на одноименной кафедре Индианского университета, с 1976 года заслуженный. С 1989 году в отставке, эмерит. Приглашенный профессор Гарварда (1990-1991). Член Международной академии истории наук в Париже. Президент Общества истории науки (1977-78).
Его наиболее значительным вкладом называют книгу 1980 года Never at Rest: A Biography of Isaac Newton, называемую "стандартной" биографией оного. Алан Габбей в Companion to the History of Modern Science (1996) отмечал, что благодаря Вестфоллу у нас появилась "превосходная современная биография" Ньютона. Также особо примечательной книгой называют его Force in Newton’s Physics (1971).
Скончался от сердечного приступа в больнице Блумингтона. Остались жена, две дочери и сын, внуки. В его честь вышел сборник Religion, Science, and Worldview (Cambridge and New York: Cambridge University Press, 1985) {Рец.}.
Автор девяти книг и более ста статей.
Автор Британники.

### Работы
- Science and Religion in Seventeenth-Century England (1958, 1973)
- The Construction of Modern Science: Mechanism and Mechanics (1971)
- Force in Newton’s Physics: the Science of Dynamics in the Seventeenth Century (1971) {Рец. в SCIENCE Alan_Gabbey}
- Never at Rest: A Biography of Isaac Newton (1980) {Рец., , } — переведена на итальянский, французский и японский языки
- Essays on the Trial of Galileo (1989)
- The Life of Isaac Newton (1993)